# Limity dyskowe
Limity dyskowe (ang. disk quotas) – mechanizmy obecne w nowoczesnych systemach operacyjnych, pozwalające zarządzać wykorzystaniem przez użytkowników zasobów dyskowych.
Systemy operacyjne Linux udostępniają tę funkcję od wersji jądra 2.2. Limity są funkcją jądra, dlatego do korzystania z kwot niezbędne jest wkompilowanie ich obsługi oraz używanie nowoczesnych systemów plików. Dodatkowo niezbędne jest odpowiednie oprogramowanie. Funkcja ta pozwala na przydzielanie użytkownikom jak i grupom pewnych ilości jednostek alokacji i i-węzłów, z których mogą korzystać. Funkcja limitu wraz z innymi funkcjami systemu pozwala automatycznie reagować na możliwość przekroczenia przydzielonych limitów przez użytkowników lub grupy.
Systemy operacyjne Microsoft Windows udostępniają tę funkcję od wersji systemu plików NTFS v.3.0 (zwanego również wersją 5), którego obsługa pojawiła się po raz pierwszy w Windows 2000.
Systemy operacyjne Novell Netware dysponowały limitami per user, i per katalog w systemie Netware 3 (1990r.), limity były dostępne również we wcześniejszych wersjach tego systemu. 
W systemach z rodziny z/OS (OS390, MVS) limity są pośrednio dostępne dzięki mechanizmom DFSMS.